# Liste der Wappen im Landkreis Vulkaneifel
Die Liste der Wappen im Landkreis Vulkaneifel enthält die Wappen der Kommunen im Landkreis Vulkaneifel in Rheinland-Pfalz, Deutschland. 

## Landkreis Vulkaneifel

Landkreis Vulkaneifel[1]
Lage in Rheinland-Pfalz
Lage in Deutschland

## Verbandsgemeinde Daun

Verbandsgemeinde Daun[2]

Betteldorf[3]
Bleckhausen (330)
Brockscheid[4]
Darscheid[5]
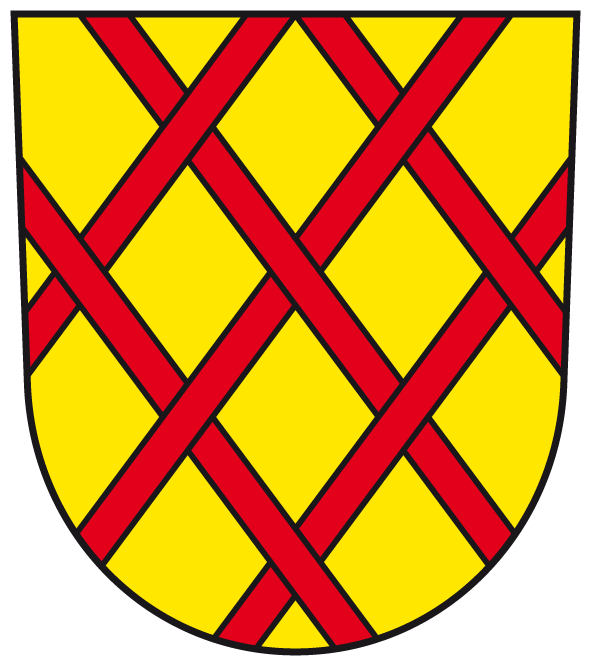
Daun, Stadt
Demerath
Deudesfeld
Dockweiler
Dreis-Brück
Ellscheid
Gefell
Gillenfeld
Hinterweiler[7]
Hörscheid
Immerath
Kirchweiler
Kradenbach
Mehren
Meisburg
Mückeln (230)
Nerdlen
Niederstadtfeld
Oberstadtfeld
Sarmersbach
Saxler
Schalkenmehren
Schönbach
Schutz
Steineberg
Steiningen
Strohn
Strotzbüsch
Udler
Üdersdorf
Utzerath
Wallenborn
Weidenbach[8]
Winkel (Eifel)[9]

## Verbandsgemeinde Gerolstein

Verbandsgemeinde Gerolstein

Basberg
Berlingen
Berndorf
Birgel
Birresborn
Densborn
Dohm-Lammersdorf
Duppach
Esch
Feusdorf
Gerolstein
Gönnersdorf
Hallschlag
Hillesheim
Hohenfels-Essingen
Jünkerath
Kalenborn-Scheuern
Kerpen (Eifel)
Kerschenbach
Kopp
Lissendorf
Mürlenbach
Neroth
Nohn
Oberbettingen
Oberehe-Stroheich
Ormont
Pelm
Reuth
Rockeskyll
Salm
Scheid
Schüller
Stadtkyll
Steffeln
Üxheim
Walsdorf
Wiesbaum

## Verbandsgemeinde Kelberg

Verbandsgemeinde Kelberg[10]

Arbach
Beinhausen
Bereborn
Berenbach
Bodenbach
Bongard
Borler
Boxberg
Brücktal
Drees
Gelenberg
Gunderath
Höchstberg
Hörschhausen
Horperath
Kaperich
Katzwinkel
Kelberg
Kirsbach
Kötterichen
Kolverath
Lirstal
Mannebach
Mosbruch
Neichen
Nitz
Oberelz
Reimerath
Retterath
Sassen
Uersfeld
Ueß
Welcherath

## Ehemalige Verbandsgemeinden

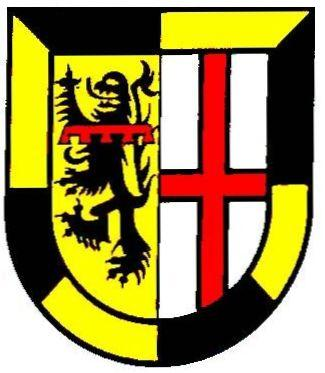
Verbandsgemeinde Gerolstein (1968–2018)
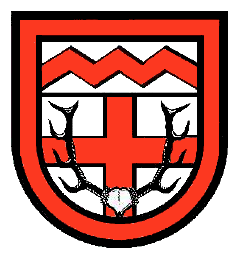
Verbandsgemeinde Hillesheim
Verbandsgemeinde Obere Kyll[12]

## Wappenbeschreibungenund Erläuterungen
1. ↑  Landkreis Vulkaneifel: „In silbern vor golden gespaltenem Schilde, belegt mit goldenem Herzschild, darin ein aus drei Rechts- und drei Linksschrägleisten gebildetes rotes Gitter, vorn in Silber ein rotes Balkenkreuz, hinten in Gold ein aufrechtgerichteter, rot bewehrter Löwe, belegt mit einem fünflätzigen roten Turnierkragen.“
(genehmigt  am 25. Februar 1951)
2. ↑  Verbandsgemeinde Daun: „In rot-bordiertem, silbern vor golden gespaltenem Schilde vorn ein rotes Balkenkreuz, hinten ein aus drei rechten und drei linken Schrägleisten gebildetes rotes Gitter.“
(zitiert nach Friedbert Wißkirchen: Orts- und Gemeindewappen sind wieder „in“. In: Heimatjahrbuch 1988. Landkreis Vulkaneifel)
3. ↑  Betteldorf: „Unter rotem Schildhaupt, darin eine goldene Zange, in Gold ein grüner Leistenschragen, belegt mit einer roten Mispel mit goldenem Butzen.“
(zitiert nach „Ortsgemeinde Betteldorf: Geschichte“)
4. ↑  Brockscheid: „Durch schwarze, oben gezinnte Leiste geteilt, oben in Silber drei rote Kronen balkenweise, unten in Gold eine rote Glocke.“
(zitiert nach „Ortsgemeinde Brockscheid: Wappen (Memento vom 1. Dezember 2008 im Internet Archive)“, genehmigt durch Urkunde der Bezirksregierung Trier vom 30. September 1987)
5. ↑  Darscheid: „In Grün ein goldener Schräglinksbalken, belegt mit einer roten Zickzackleiste. Oben ein silbernes Horn, unten ein schräg aufgerichtetes silbernes Schwert.“
(zitiert nach „Ortsgemeinde Darscheid: Das Wappen von Darscheid (Memento des Originals vom 18. Juli 2011 im Internet Archive)  Info: Der Archivlink wurde automatisch eingesetzt und noch nicht geprüft. Bitte prüfe Original- und Archivlink gemäß Anleitung und entferne dann diesen Hinweis.“)
6. ↑  Daun: „In goldenem Schild ein aus drei rechten und drei linken Schrägleisten gebildetes Gitter“
(zitiert nach Friedbert Wißkirchen: Orts- und Gemeindewappen sind wieder „in“. In: Heimatjahrbuch 1988. Landkreis Vulkaneifel)
7. ↑  Hinterweiler: „Schild mit Bogen zum Schildhaupt geteilt, oben in Silber ein wachsender, schwarzer, rotbewehrter Adler, unten in Grün ein mit 3 goldenen Ähren belegter, silberner Mühlstein.“
(zitiert nach „Ortsgemeinde Hinterweiler: Ortsinformation (Memento des Originals vom 19. Juli 2011 im Internet Archive)  Info: Der Archivlink wurde automatisch eingesetzt und noch nicht geprüft. Bitte prüfe Original- und Archivlink gemäß Anleitung und entferne dann diesen Hinweis.“)
8. ↑  Weidenbach: „Unter rotem Schildhaupt, darin ein goldener Zickzackbalken, in Silber ein erniedrigter blauer Wellenbalken, überdeckt von einem Weidenbaum mit schwarzem Stamm und grünen Blättern.“
(zitiert nach Friedbert Wißkirchen: Neue Gemeindewappen im Kreis Daun. In: Heimatjahrbuch 1990. Landkreis Vulkaneifel, genehmigt durch Urkunde der Bezirksregierung Trier  1990)
9. ↑  Winkel: „Unter silbernem Schildhaupt, darin eine rote Zange, in Rot ein freischwebender silberner Sparren, begleitet von 3 (2:1) silbernen Ringen.“
(genehmigt durch Urkunde der Bezirksregierung Trier vom  20. März 1990)
10. ↑  Verbandsgemeinde Kelberg: „In einem geteilten und unten gespaltenen Schild mit rot-silber gestückeltem Bord, oben in Silber ein schwarzes Balkenkreuz, unten vorn ein rotes Balkenkreuz auf Silber, hinten sieben rote Rauten auf goldenem Untergrund.“
(zitiert nach Friedbert Wißkirchen: Orts- und Gemeindewappen sind wieder „in“. In: Heimatjahrbuch 1988. Landkreis Vulkaneifel)
11. ↑  Verbandsgemeinde Hillesheim: „Im rot-bordierten Schild in Silber im Schildhaupt ein roter Zickzackbalken, darunter ein rotes Kreuz, belegt mit einem schwarzen Hirschgeweih.“
(zitiert nach Friedbert Wißkirchen: Orts- und Gemeindewappen sind wieder „in“. In: Heimatjahrbuch 1988. Landkreis Vulkaneifel)
12. ↑  Verbandsgemeinde Obere Kyll: „Schild silber-bordiert, in Blau ein silberner, schrägrechter Wellenbalken, oben von einem goldenen Vierzackstern, unten von einer goldenen Lilie begleitet.“
(zitiert nach Friedbert Wißkirchen: Orts- und Gemeindewappen sind wieder „in“. In: Heimatjahrbuch 1988. Landkreis Vulkaneifel)